# Érythrodermie desquamative de Leiner-Moussous
L'érythrodermie desquamative de Leiner-Moussous, aussi appelée érythrodermie desquamative généralisée du nourrisson ou maladie de Leiner-Moussous, est une dermatose succédant à une dermatite séborrhéique bipolaire. Elle peut être idiopathique, s'intégrer à un psoriasis ou encore à une dermatite atopique.
Son nom vient de Karl Leiner (1871-1930) et d'André Moussous (1857-1926).

## Description
Cette maladie rare et bénigne d'origine inconnue touche le très jeune enfant avant trois mois (nourrisson). Progressivement, elle génère des plaques rouges (sombre) avec une desquamation, souvent grasse et lamelleuse (lambeaux de peau), sur l'ensemble du corps (d'abord peau des fesses et des organes génitaux puis reste de la peau selon les individus). Parfois confondue avec l'eczéma, on peut retrouver quelques complications.

## Traitement
En dehors des corticoïdes, les dermatologues peuvent conseiller certains savons et shampooing antifongique (à base de kétoconazole). 
Néanmoins, une évolution favorable est souvent constatée au bout de quelque temps (de six semaines à plusieurs mois) avec ou sans traitement. Cette guérison spontanée ne laisse pas de cicatrices. Les surinfections aggravant la pathologie ou des complications dangereuses sont possibles mais exceptionnelles.

## Diagnostic différentiel
L'examen histologique permet le diagnostic différentiel avec d'autres érythrodermies squameuses et kératosiques :
- États ichtyosiformes
- Psoriasis érythrodermique chez l'enfant

Le terme de maladie de Leiner (seul, sans Moussous) est à réserver à une forme grave liée à une anomalie génétique du système immunitaire (système du complément),.